# Marie-Elmina Anger
Marie-Elmina Anger (24 de diciembre de 1844 - 5 de noviembre de 1901) fue una monja católica y artista en Quebec (Canadá). También fue conocida como Hermana Marie de Jésus.

## Biografía
Hija de Séraphin Anger y Rose de Lima Anger, nació en Pointe-aux-Trembles (más tarde Neuville), en el Bajo Canadá. Fue educada por las Hermanas del Buen Pastor Quebec. Se convirtió en novicia en 1860 y tomó sus votos tres años después. Primero se dedicó a la enseñanza pero pronto se hizo notorio su talento para la pintura. Su primer cuadro, una reproducción de la Madonna de la Diadema de Rafael Sanzio, llamó la atención de sus superiores y comenzó a tomar lecciones privadas con el retratista Eugène Hamel, sobrino del pintor Théophile Hamel. Ello supuso el primer paso a una fructífera carrera artística.
Pintó más de sesenta lienzos sobre temas religiosos que se pueden encontrar en iglesias de Quebec, Ontario (Canadá) y Nueva Inglaterra (EE. UU.). También pintó retratos de destacadas figuras religiosas de Quebec, como Marie-Josephte Fitzbach, fundadora de las Hermanas del Buen Pastor en Quebec, Élisabeth Bruyère, Émilie Tavernier, Marie-Anne-Marcelle Mallet, el arzobispo Charles-François Baillargeon, el arzobispo Elzéar- Alexandre Taschereau y Charles-Félix Cazeau.
La continuación de la tradición artística entre las Hermanas del Buen Pastor de Quebec sin duda es heredera de su influencia. Generó una corriente que generaciones venideras han ido manteniendo con distintos grados de intensidad.
Murió en la ciudad de Quebec a la edad de 56 años.